# Abel Laudonio
Abel Ricardo Laudonio, född 30 augusti 1938 i Buenos Aires, död 12 augusti 2014 i Buenos Aires, var en argentinsk boxare.
Laudonio blev olympisk bronsmedaljör i lättvikt i boxning vid sommarspelen 1960 i Rom.